# Gansu-Rötelmaus
Die Gansu-Rötelmaus oder Evas Rotrücken-Wühlmaus (Caryomys eva, Syn.: Eothenomys eva) ist eine Nagetierart aus der Gattung der Caryomys. Sie kommt in den zentralen Gebirgsregionen in China vor.

## Merkmale
Die Gansu-Rötelmaus erreicht eine Kopf-Rumpf-Länge von 8,3 bis 10,0 Zentimeter mit einem Schwanz von 4,6 bis 6,0 Zentimeter Länge. Die Hinterfußlänge beträgt 15 bis 18 Millimeter, die Ohrlänge 10,5 bis 13 Millimeter. Das Rückenfell ist rötlich grau, das Bauchfell dunkelgrau mit sandbraunen Haarspitzen. Der Schwanz ist kürzer als die Hälfte der Kopf-Rumpf-Länge, er ist oberseits dunkelbraun und unterseits blasser braun ohne scharfe Abgrenzung. Die Oberseiten der Hände und Füße sind dunkelbraun.
Der Schädel hat eine Länge von 21,0 bis 24,5 Millimeter. Er entspricht dem der Kolan-Rötelmaus (Caryomys inez) und unterscheidet sich von diesem vor allem durch spezifische Zahnmerkmale.

## Verbreitung
Die Gansu-Rötelmaus kommt in den zentralen chinesischen Gebirgsregionen im Norden von Sichuan, im Süden von Gansu und den angrenzenden Gebieten von Shaanxi und Hubei vor. Sie lebt dabei in Höhen von 2600 bis 4000 Metern.

## Lebensweise
Die Gansu-Rötelmaus lebt vor allem in Bergwäldern und teilweise in feuchten moosreichen Waldgebieten in Höhenlagen zwischen 2600 und 4000 Metern. Sie ernährt sich vor allem von Samen, Knospen, jungen Blättern, Rinden und Gräsern.

## Systematik
Die Gansu-Rötelmaus wird als eigenständige Art innerhalb der Gattung Caryomys eingeordnet, die aus zwei Arten besteht. Die wissenschaftliche Erstbeschreibung der beiden Arten und der Gattung stammt von dem britischen Zoologen Oldfield Thomas, der die Art 1911 anhand von Individuen aus der Region Tauchow in Gansu beschrieb. Ursprünglich wurden beide Arten den Feldmäusen (Microtus) zugeordnet, später wurden sie teilweise den Père-David-Wühlmäusen (Eothenomys) zugeschlagen. Aufgrund der Form des Penisknochens (Baculum) wurde die Gattung mit den beiden Arten jedoch 1992 etabliert.
Innerhalb der Art werden mit C.e. alcinous aus den Daxue- und Qionglai-Bergen in Sichuan mit einer deutlich dunkleren Bauchseite und der Nominatform C.e. eva im restlichen Verbreitungsgebiet zwei Unterarten beschrieben und durch Vermessungen des Schädels bestätigt.
Die Benennung als eva wurde von Thomas in der Erstbeschreibung nicht weiter erklärt, es ist entsprechend nicht bekannt, ob es sich um ein Eponym und damit um eine Würdigung oder Widmung handelt oder er den Namen aus anderen Gründen gewählt hat.

## Status, Bedrohung und Schutz
Obwohl über die Bestände der Gansu-Rötelmaus kaum Informationen vorliegen, wird sie von der International Union for Conservation of Nature and Natural Resources (IUCN) als nicht gefährdet (Least concern) eingeordnet. Begründet wird dies mit dem verhältnismäßig großen Verbreitungsgebiet und den angenommenen großen Beständen der Art. Im Verbreitungsgebiet der Art sind keine bestandsgefährdenden Risiken bekannt, da keine Informationen vorliegen.

## Belege
1. 1 2 3 4 5 6  Darrin Lunde, Andrew T. Smith: Eva's Vole. In: Andrew T. Smith, Yan Xie: A Guide to the Mammals of China. Princeton University Press, Princeton NJ 2008, ISBN 978-0-691-09984-2, S. 219–220.
2. 1 2 3 4 5  Caryomys eva in der Roten Liste gefährdeter Arten der IUCN 2016.2. Eingestellt von: A.T. Smith, C.H. Johnston, 2008. Abgerufen am 27. September 2016.
3. 1 2 3  Caryomys eva. In: Don E. Wilson, DeeAnn M. Reeder (Hrsg.): Mammal Species of the World. A taxonomic and geographic Reference. 2 Bände. 3. Auflage. Johns Hopkins University Press, Baltimore MD 2005, ISBN 0-8018-8221-4.
4. ↑  Bo Beolens, Michael Grayson, Michael Watkins: The Eponym Dictionary of Mammals. Johns Hopkins University Press, 2009; S. 130; ISBN 978-0-8018-9304-9.